# إستي لودر
إستي لودر (ESTĒE LAUDER) أو شركات إستي لودر (The Estée Lauder Companies Inc.)، هي شركة أميركية متعددة الجنسيات تصنع وتسوق منتجات مرموقة للعناية بالبشرة، ومستحضرات التجميل، والعطور ومنتجات العناية بالشعر. مقرها في مانهاتن، بمدينة نيويورك. تمتلك الشركة محفظة متنوعة من العلامات التجارية، وتوزع دوليا من خلال التجارة الرقمية ومنافذ البيع بالتجزئة.

## العلامات التجارية
تشمل العلامات التجارية لشركات إستي لودر ما يلي:
| مستحضرات التجميل - إيرين - بيكا - بوبي براون - كلينيك - دارفين - DECIEM بواسطة براندون تروكس ‏ - دكتور جارت +(Dr.Jart+). - إستي لودر - غلامغلو - لا مير(La Mer) - لاب سيريس - ماك (مستحضر تجميل) - Origins - Prescriptives - سماش بوكس - Too Faced - توم فورد بيوتي ‏ | العطور - اراميس - باي كيليان - عطور DKNY - دونا كاران لمستحضرات التجميل - Editions de Parfums Frédéric Malle ‏ - عطور ارمينيلدو زينيا ‏ - جو مالون لندن ‏ - كيتون - عطور لودر - لو لابو ‏ - مايكل كورس بيوتي - RODIN olio lusso - The Ordinary كم براندون تروكسBrandon Truaxe - Tommy Hilfiger Toiletries العناية بالشعر - أفيدا - Bumble and Bumble ‏ |

## وصلات خارجية
- Estée Lauder Companies Inc. website
- - بيانات النشاط التجاري لـ إستي لودر: مالية جوجل
  - ياهو! المالية
  - بلومبرج
  - رويترز
  -  إيداع هيئة الأوراق المالية والبورصات